# 四酸化三鉛

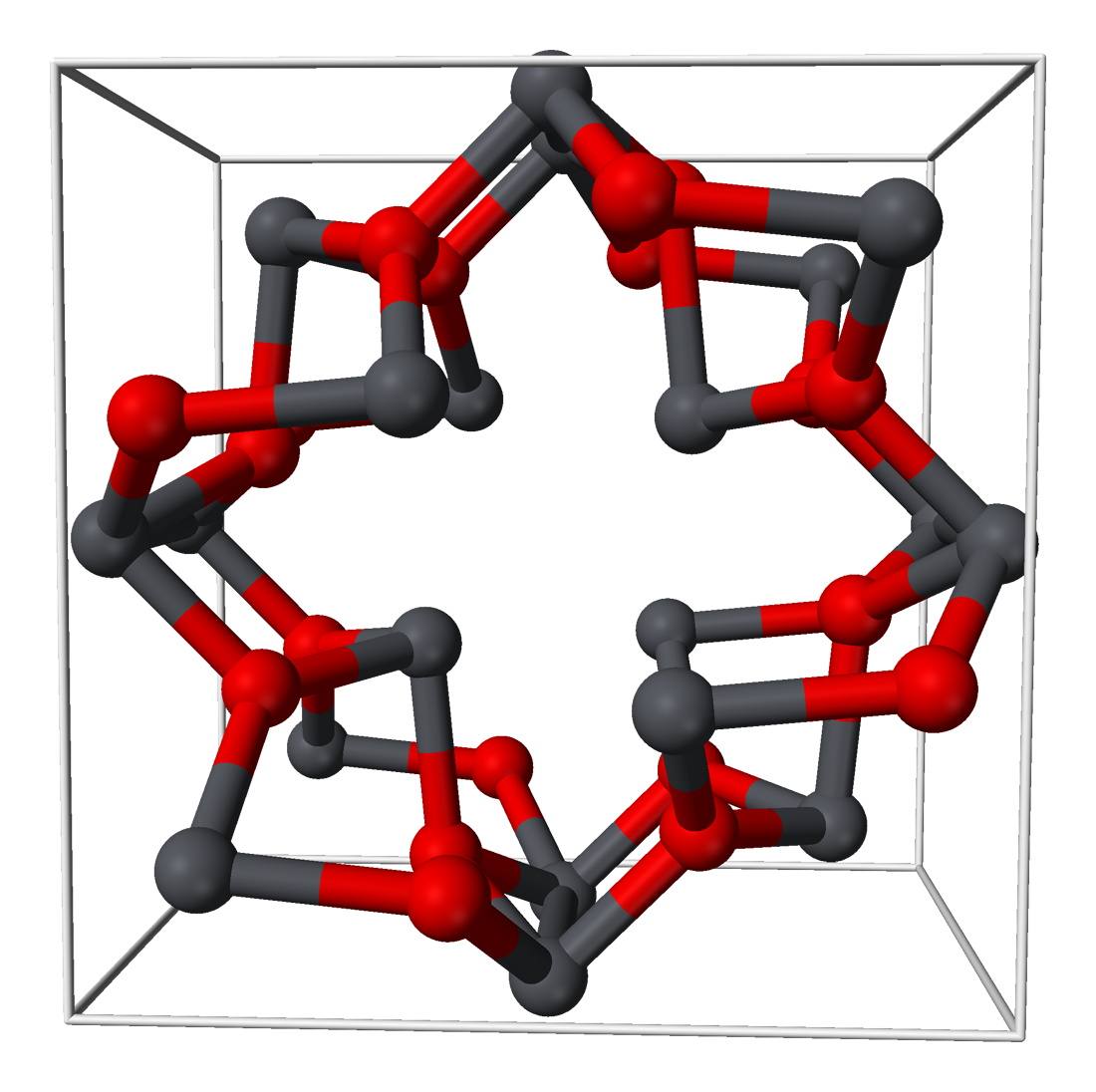
単位格子構造

四酸化三鉛（しさんかさんなまり、Pb3O4 英語：Trilead tetraoxide ）は鉛と酸素からなる無機化合物の一種で、鉛と酸素の組成比が 3:4 の赤色粉末状の複酸化物。別名は四酸化鉛（IV）二鉛（II）、四三酸化鉛。赤色の正方晶系結晶で、赤色顔料のほか、鉛ガラス、鉄の錆止め塗料として用いられる場合などは鉛丹、光明丹とも呼ばれる。
塩酸には溶解するが、希酢酸にはほぼ不溶。
希硝酸に溶かすと、水に不溶の酢酸鉛(Ⅳ)PbO2と硝酸鉛(Ⅱ)の水溶液が得られることから、Pb3O4は塩基性酸化物のPbO(硝酸と反応する)と酸性酸化物のPbO2(硝酸と反応しない)からなる複酸化物であって、PbO・Pb2O3ではないことがわかった。

## 合成方法
四酸化三鉛は下記の通り、様々な合成方法がある。
- 次亜塩素酸ナトリウムを含む水酸化ナトリウム水溶液を硝酸鉛水溶液に徐々に加える。
- 塩化ナトリウムを含む水酸化ナトリウム水溶液中に水酸化鉛(II)を入れて攪拌し、電気分解する。
- 炭酸鉛と炭酸ナトリウムを10:1で混合し、460℃まで加熱する。
- 一酸化鉛を酸素加圧雰囲気下で400～450℃まで加熱する。